# Whatever (Kygo & Ava Max)
Whatever is een nummer van de Noorse dj Kygo en de Amerikaanse zangeres Ava Max uit 2024. Het is de eerste single van Kygo's titelloze vijfde studioalbum.

## Achtergrondinformatie
In het nummer is een sample verwerkt uit Whenever, Wherever van Shakira. Maar daar waar Shakira's hit gaat over het verlangen naar iemand, zingt Ava Max juist dat ze haar geliefde nooit meer wil zien en verder wil met haar leven. Het refrein van "Whatever" is dan ook een antwoord op het refrein van "Whenever, Wherever", en er wordt in "Whatever" exact het tegenovergestelde gezongen dan in het origineel.
"Whatever" werd in veel landen een hit en bereikte de nummer 1-positie in Kygo's thuisland Noorwegen. Ook in veel andere Europese landen werd de plaat een top 10-hit. In het Nederlandse taalgebied was het succes iets bescheidener; met een 13e positie in de Nederlandse Top 40, en een 20e positie in de Vlaamse Ultratop 50.

## Tracklijst
Muziekdownload
1. "Whatever" - 2:58